# HSC Betancuria Express
HSC Betancuria Express, tidigare HSC Leonora Christina är en snabbgående katamaranbilfärja, som byggdes vid Austal Ships i Fremantle i Australien 2011. Hon trafikerade till och med  augusti 2018 Rönne - Ystad för rederiet Bornholmerfærgen och seglar numera inom Kanarieöarna för Fred. Olsen Express. 
Betancuria Express har en kapacitet på ca 1 400 passagerare och 357 personbilar. Med en marschfart på 36 knop (max 40 knop) tar överfarten 1 timme och 20 minuter. Skeppet har fem däck, varav tre är bildäck. Leonora Christina har inga hytter. Hon har två salongsdäck med bland annat bistro.
Fartyget var under sitt tidigare danska namn uppkallat efter Leonora Christina, författare till Jammers Minde.

## Bildgalleri

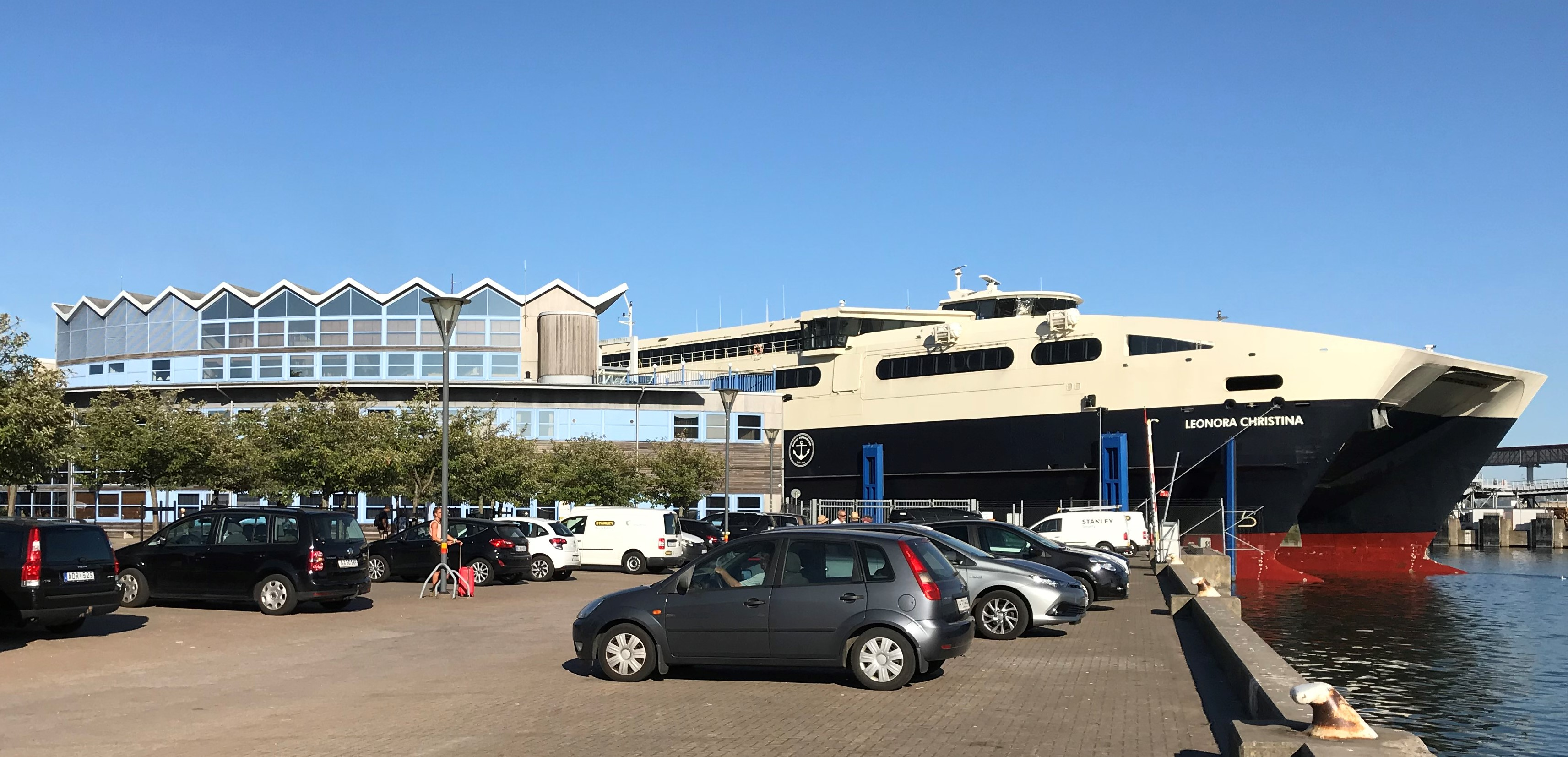
HSC Leonora Christina vid Bornholmsterminalen i Ystad i augusti 2018.
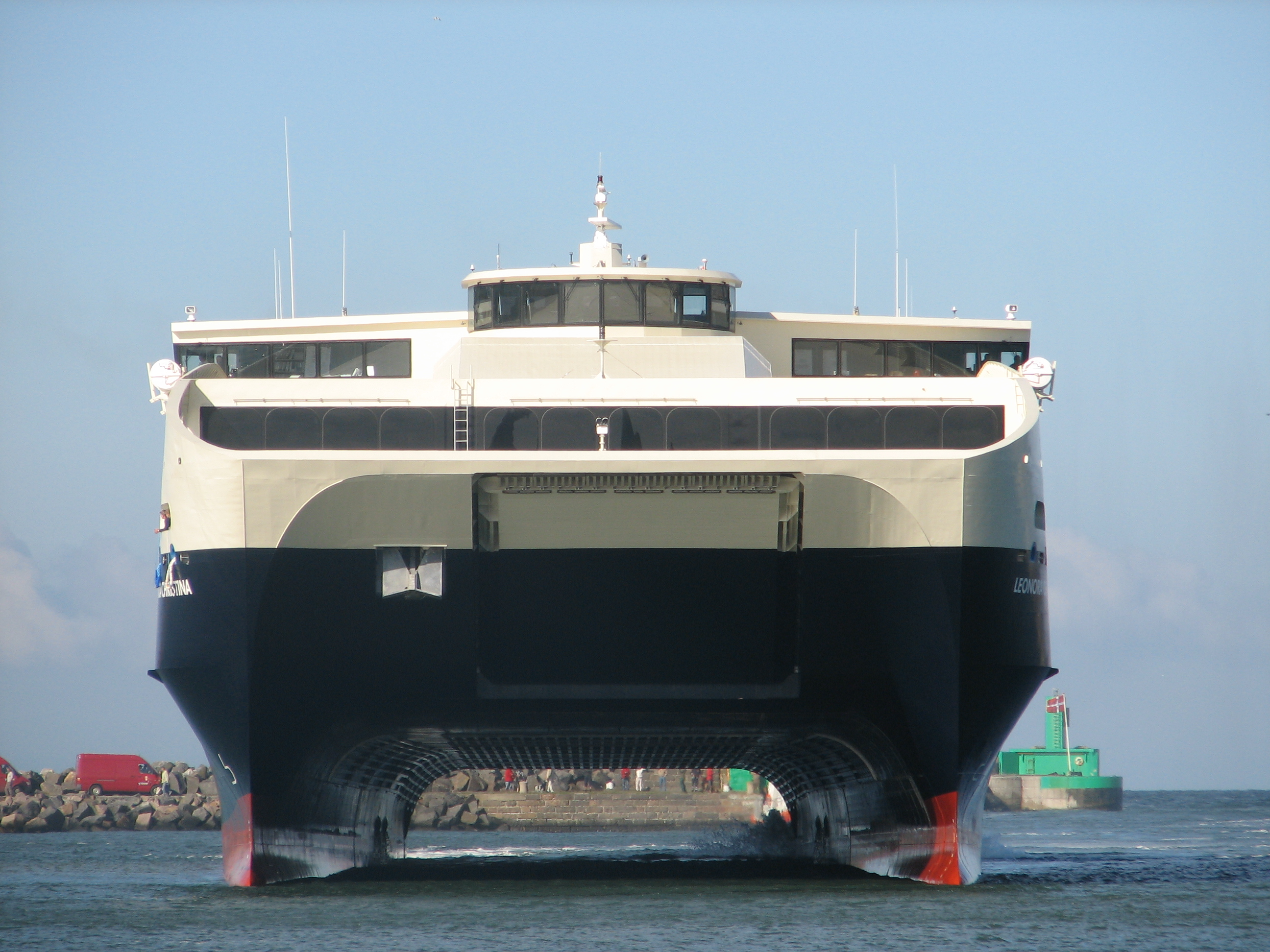
Leonora Christina framifrån
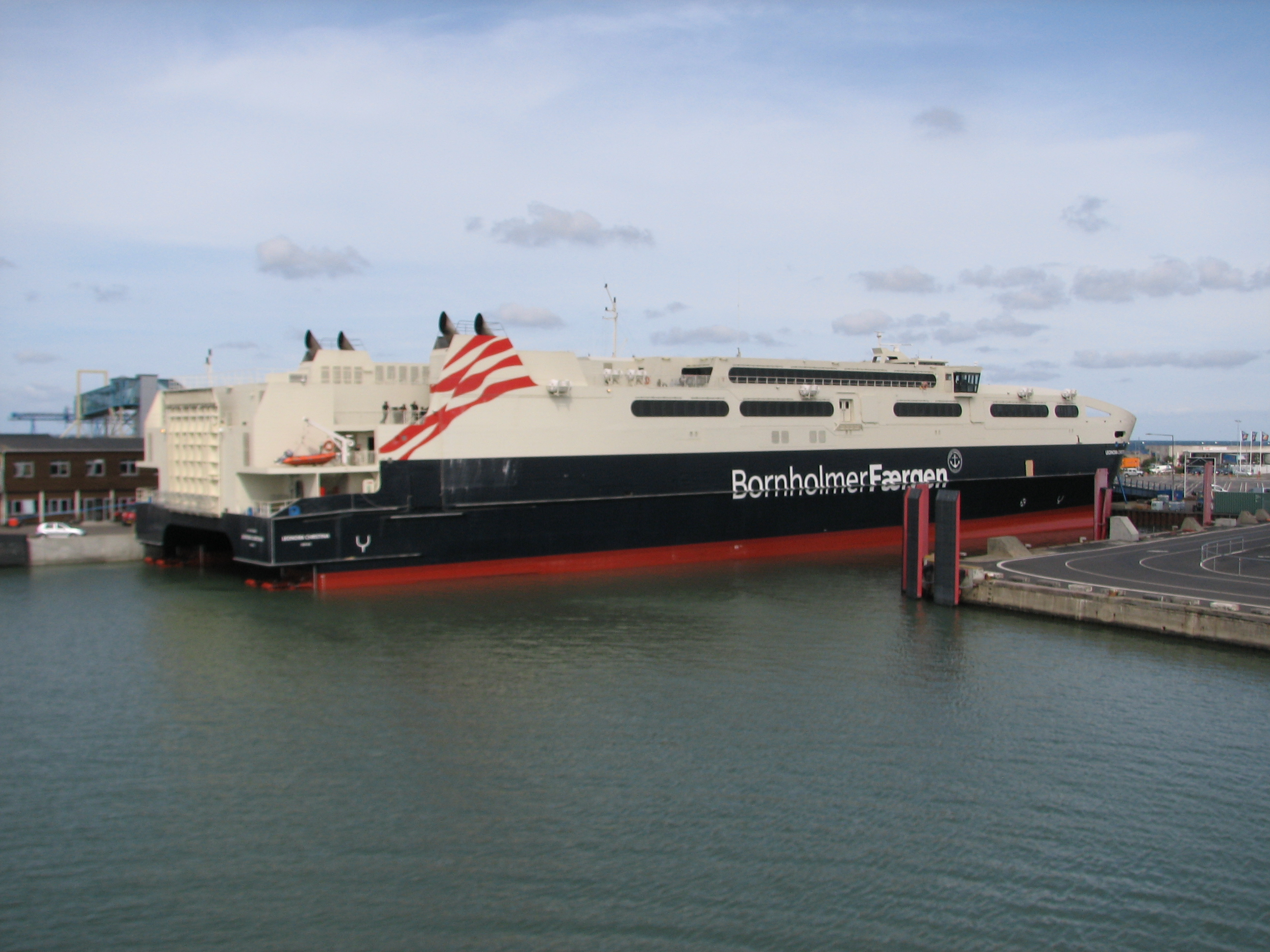
Leonora Christina i Rönne Hamn